# Flavio de Faveri
 (août 2021).
Si vous disposez d'ouvrages ou d'articles de référence ou si vous connaissez des sites web de qualité traitant du thème abordé ici, merci de compléter l'article en donnant les références utiles à sa vérifiabilité et en les liant à la section « Notes et références ».
 (août 2021).
La mise en forme du texte ne suit pas les recommandations de Wikipédia : il faut le « wikifier ».
Les points d'amélioration suivants sont les cas les plus fréquents :
- Les titres sont pré-formatés par le logiciel. Ils ne sont ni en capitales, ni en gras.
- Le texte ne doit pas être écrit en capitales (les noms de famille non plus), ni en gras, ni en italique, ni en « petit »…
- Le gras n'est utilisé que pour surligner le titre de l'article dans l'introduction, une seule fois.
- L'italique est rarement utilisé : mots en langue étrangère, titres d'œuvres, noms de bateaux, etc.
- Les citations ne sont pas en italique mais en corps de texte normal. Elles sont entourées par des guillemets français : « et ».
- Les listes à puces sont à éviter, des paragraphes rédigés étant largement préférés. Les tableaux sont à réserver à la présentation de données structurées (résultats, etc.).
- Les appels de note de bas de page (petits chiffres en exposant, introduits par l'outil «  Source ») sont à placer entre la fin de phrase et le point final[comme ça].
- Les liens internes (vers d'autres articles de Wikipédia) sont à choisir avec parcimonie. Créez des liens vers des articles approfondissant le sujet. Les termes génériques sans rapport avec le sujet sont à éviter, ainsi que les répétitions de liens vers un même terme.
- Les liens externes sont à placer uniquement dans une section « Liens externes », à la fin de l'article. Ces liens sont à choisir avec parcimonie suivant les règles définies. Si un lien sert de source à l'article, son insertion dans le texte est à faire par les notes de bas de page.
- La présentation des références doit suivre les conventions bibliographiques. Il est recommandé d'utiliser les modèles {{Ouvrage}}, {{Chapitre}}, {{Article}}, {{Lien web}} et/ou {{Bibliographie}}. Le mode d'édition visuel peut mettre en forme automatiquement les références.
- Insérer une infobox (cadre d'informations à droite) n'est pas obligatoire pour parachever la mise en page.

Pour une aide détaillée, merci de consulter Aide:Wikification.
Si vous pensez que ces points ont été résolus, vous pouvez retirer ce bandeau et améliorer la mise en forme d'un autre article.
Flavio de Faveri est un sculpteur français d'origine italienne, né le 11 juillet 1930 à Codogné (Vénétie, Italie) et mort le 26 juillet 2020 à Montauban (Occitanie, France). Né en Italie en 1930, Flavio de Faveri s'installe à Montauban avec sa famille venue reconstruire la ville à la suite des inondations de 1930. Passionné par le dessin, il s'initie à la sculpture en taillant des figurines dans les chutes de bois récupérées dans l'atelier de son père ébéniste. Il fréquente assidûment l'école de dessin de Montauban et se forme à la sculpture au contact d'un autre montalbanais de renom, Lucien Cadène, avant d'approfondir sa formation à l'école des beaux-arts de Toulouse. Fidèle à sa ville d'adoption, il enseigne à partir de 1963 comme professeur à l'école municipale de dessin de Montauban où il forme pendant 27 ans plusieurs générations d'élèves, convaincu que la transmission du savoir est aussi le travail de l'artiste. Lorsqu'il décide, en 1990, de mettre fin à sa carrière de professeur pour se consacrer entièrement à son œuvre personnelle, il laisse une école florissante qui ne compte pas moins de 180 élèves.

## Œuvres majeures
De nombreuses œuvres de l'artiste Flavio de Faveri se situent dans la ville de Montauban, à savoir :
- Cléopâtre, bronze 2020 - Esplanade des Fontaines (Hommage à la muse et seconde épouse d’Antoine Bourdelle, Cléopâtre Sévastos.)
- L'aurore, bronze 1989 (initialement située quartier des Chaumes et réhabilitée en 2018 dans l'environnement de la MEMO)
- La Force, pierre - Musée Ingres Bourdelle (19 Rue de l'Hôtel de ville, Montauban) - achat de M. Fermois, Conservateur du musée après avis des musées nationaux
- La Volonté, pierre - Lycée Antoine Bourdelle
- La Méditation - Lycée Antoine Bourdelle
- Statue monumentale, pierre - Clinique Boyé Croix St Michel (devenue l'emblème et le logo de la clinique)
- Buste d'Adolphe Poult, pierre 1967 - Quai Poult
- Stèle Jean Moulin, bronze 1999 - Cour d'honneur de la Préfecture de Tarn-et-Garonne
- L'Attente, plâtre patiné - Préfecture de Tarn-et-Garonne
- Baigneuse au rocher, bronze - Préfecture de Tarn-et-Garonne

Belgique
- La Mélancolie, bronze 2000. Monument aux morts des troupes du Sud-Ouest tombés dans les Ardennes belges le 22 août 1914 (Monument implanté dans la nécropole nationale franco-allemande d'Anloy-Bruyères en Belgique)

## Galerie

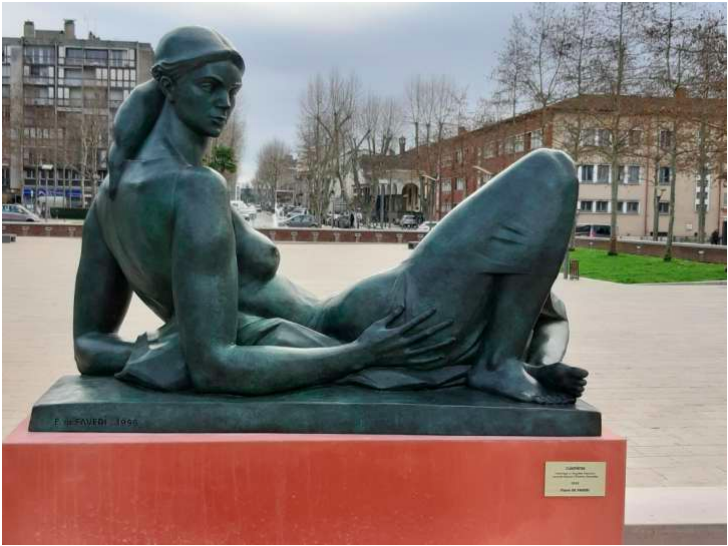
Cléopâtre, bronze 2019. Esplanade des Fontaines, Montauban